# Paenibacillus polymyxa
Espèce
Synonymes
- Aerobacillus polymyxa
(Prazmowski 1880) Donker 1926
- Bacillus polymyxa
(Prazmowski 1880) Macé 1889
- Clostridium polymyxa
Prazmowski 1880
- Granulobacter polymyxa
(Prazmowski 1880) Beijerinck 1893
- Paenibacillus jamilae
Aguilera et al. 2001

Paenibacillus polymyxa (également connu comme Bacillus polymyxa) est une bactérie Gram positif capable de fixer l'azote. Elle se trouve dans le sol, les racines des plantes, et les sédiments marins.